# Irlanda en los Juegos Olímpicos de Londres 2012
Irlanda participó en los Juegos Olímpicos de Londres 2012 con una delegación de 66 deportistas que compitieron en 14 deportes. Responsable del equipo olímpico fue el Consejo Olímpico de Irlanda, así como las federaciones deportivas nacionales de cada deporte con participación.
La portadora de la bandera en la ceremonia de apertura fue la boxeadora Katie Taylor.

## Medallistas
El equipo olímpico irlandés obtuvo las siguientes medallas:
| Nombre                       | Deporte   | Competición         |
| ---------------------------- | --------- | ------------------- |
| Oro                          |           |                     |
| Katie Taylor                 | Boxeo     | Ligero (60 kg) F    |
| Plata                        |           |                     |
| John Joe Nevin               | Boxeo     | Gallo (56 kg) M     |
| Bronce                       |           |                     |
| Robert Heffernan             | Atletismo | 50 km marcha M      |
| Patrick Barnes               | Boxeo     | Minimosca (49 kg) M |
| Michael Conlan               | Boxeo     | Mosca (52 kg) M     |
| Cian O'Connor (Blue Loyd 12) | Hípica    | Saltos ind.         |